# Dan (språk)
Dan (även yacouba eller, i Liberia, gio) är ett mandespråk som talas som modersmål av knappt en miljon människor i Västafrika, huvudsakligen i Elfenbenskusten och Liberia. En liten danspråkig minoritet finns också i Guinea.
Dan är ett tonspråk med tre toner. Det skrivs med det latinska alfabetet, men ortografin ser olika ut i Liberia och Elfenbenskusten.